# Weberocereus
Weberocereus Britton e Rose è un genere di piante succulente della famiglia delle Cactacee.

## Descrizione
Si presentano come grandi piante colonnari irte di grosse spine gialle e alte fino a 2 metri.
Al loro apice sbocciano grossi fiori estivi e variopinti.

## Tassonomia
Il genere Weberocereus comprende le seguenti specie:
- Weberocereus alliodorus Gómez-Hin. & H.M.Hern.
- Weberocereus bradei (Britton & Rose) D.R. Hunt
- Weberocereus frohningiorum Ralf Bauer
- Weberocereus glaber (Eichlam) G.D. Rowley
- Weberocereus imitans (Kimnach & Hutchison) D.R. Hunt
- Weberocereus rosei (Kimnach) Buxb.
- Weberocereus trichophorus H.Johnson & Kimnach
- Weberocereus tunilla (F.A.C. Weber) Britton & Rose

## Coltivazione
L'esposizione deve essere filtrata dalla luce solare, e il luogo deve essere bene arieggiato. La temperatura minima richiesta per la coltivazione di Weberocereus è di almeno 6/8°.
Annaffiature abbondanti in estate ma rare in inverno e concimazioni una volta al mese da aprile a settembre.